# 大阪教育大前駅
大阪教育大前駅（おおさかきょういくだいまええき）は、大阪府柏原市旭ケ丘四丁目にある、近畿日本鉄道（近鉄）大阪線の駅である。駅番号はD19。

## 歴史
大阪教育大学の移転に伴い、同大学と柏原市からの要請を受けて1991年に開業した。大阪線の駅名で唯一の「前駅」である。駅の設置場所付近は川沿いで地滑りの危険性があり、かつ急曲線が連続する場所であったため、従来の玉手山トンネルに代えて新玉手山トンネルを建設して曲線の改良を兼ねた線路の切り替えが行われた。開業段階では新線の開通前で、新玉手山トンネル貫通と同日であった。新線切り替えまではホームの一部が曲線部分に合わせた仮設だった（階段から伊勢中川寄りは大阪上本町寄りに仮設ホームが伸ばされていた）が、1992年10月にトンネルが完成し現在の姿となった。駅設置と曲線改良の工事の総費用は約60億3000万円であった。旧線は新玉手山トンネルの大和八木方の出口付近に一部残されており、乗上式ポイントで下り線と繋がっており、保線用車両が留置されていることがある。

### 年表
- 1990年（平成2年）10月18日：駅建設起工式[5]。
- 1991年（平成3年）12月6日：大阪線の河内国分 - 関屋間に新設開業[3]。
- 1992年（平成4年）10月16日：当駅 - 関屋間の上り線が新玉手山トンネルを経由する新線に切り替えられる[3]。同月28日には下り線も切り替えが完了[3]。
- 2007年（平成19年）4月1日：ICカード「PiTaPa」使用開始[6]。

## 駅構造
相対式2面2線のホームを持つ地上駅で橋上駅舎を有する。ホーム有効長は135mで6両まで対応している。出入口は南北2ヵ所にある。改札口は1ヵ所のみ。
近鉄八尾駅管理の有人駅で、PiTaPa・ICOCA対応の自動改札機および自動精算機（回数券カードおよびICカードのチャージに対応）が設置されている。

### のりば
| のりば | 路線     | 方向 | 行先           |
| ------ | -------- | ---- | -------------- |
| 1      | D 大阪線 | 下り | 名張方面       |
| 2      | D 大阪線 | 上り | 大阪上本町方面 |

## 利用状況
近年における当駅の1日乗降人員の調査結果は以下の通り。
- 2023年11月7日：5,824人
- 2022年11月8日：6,113人
- 2021年11月9日：4,002人
- 2018年11月13日：6,484人
- 2015年11月10日：6,455人
- 2012年11月13日：6,204人
- 2010年11月9日：6,056人
- 2008年11月18日：6,364人
- 2005年11月8日：5,781人

## 駅周辺
- 大阪教育大学柏原キャンパス
  - 休学日以外は、近鉄バスが当駅とキャンパス間に路線バスを運行している[2]。昼の1便と最終便のみ隣の国分駅前まで運行する。
- 柏原旭ヶ丘郵便局
- 西名阪自動車道柏原IC・柏原本線料金所
- 国分病院
- 関西福祉科学大学（徒歩約10分）
- 関西女子短期大学（同上）
- 関西福祉科学大学高等学校（同上）
- 関西女子短期大学附属幼稚園（同上）

## その他
- 大阪線には起点の大阪上本町駅より当駅までトンネルがなく、当駅の東にある前述した「新玉手山トンネル」が大阪線内最初のトンネルとなる。

## 隣の駅
近畿日本鉄道
D 大阪線
■快速急行・■急行
通過
■準急・■区間準急・■普通
河内国分駅 (D18) - 大阪教育大前駅 (D19) - 関屋駅 (D20)
- 大学入学共通テストの日や大阪教育大学の2次試験の日は、一部の急行が臨時停車する。